# Эпизод, где Росс и Рэйчел… ну, вы знаете
«Эпизод, где Росс и Рэйчел… ну, вы знаете» (англ. The One Where Ross and Rachel... You Know) — пятнадцатая серия второго сезона, а также 39-й эпизод американского комедийного телесериала «Друзья», впервые транслировался на NBC 8 февраля 1996 года.
Эпизод посвящен первому свиданию Рэйчел и Росса. Джоуи покупает кресла и телевизор для себя и Чендлера и они проводят сутки напролёт не вставая с кресел. У Моники возникают взаимные чувства к другу семьи Ричарду, который старше её на 21 год.
Данный эпизод занимает 60-е место в рейтинге среди всех 236-ти серий, его премьеру посмотрели около 33-х миллионов телезрителей.

## Сюжет
Благодаря прайм-таймовой мыльной опере «Дни нашей жизни», где теперь играет Джоуи, он зарабатывает хорошие деньги и покупает в квартиру два супер-комфортабельных кресла и большой телевизор. Джоуи и Чендлер обустраиваются перед телевизором, потихоньку забывая об окружающем мире. Все друзья волей-неволей собираются вокруг них. Чендлер заказывает еду с доставкой через квартиру Моники и Рэйчел, тем самым им даже не приходится вставать, чтобы поесть.
Росс и Рэйчел собираются на своё первое свидание. Однако сегодня вечером Рэйчел должна была помогать Монике на званом ужине. Поработать за Рэйчел вызывается Фиби. Моника и Фиби приходят обслуживать званый ужин у друга родителей Геллеров — доктора Ричарда Бёрка. Ричард проводит больше времени на кухне, беседуя с Моникой, чем в гостиной со своими коллегами-офтальмологами. На следующий день Моника идёт на плановый осмотр к доктору Бёрку, где в конце-концов они целуются.
Рэйчел и Росс возвращаются из кино. Когда пара целуется, Рэйчел начинает нервно смеяться, потому что ещё никак не может осознать, что её старый друг Росс теперь её парень. Росс в растерянности и просит совета у парней (те ни разу не вставали с кресел и потеряли счёт времени) однако приходит Рэйчел и предлагает загладить вину еще одним свиданием.
Росс узнает, что Моника встречается с Ричардом Бёрком, но старается не осуждать сестру. Моника и Ричард ужинают у неё дома. Он показывает свои семейные фотографии и разговор поворачивается на разницу в возрасте. После недолгих сомнений они решают все-таки остаться вместе.
Свидание Рэйчел и Росса срывается, так как его вызывают на работу. Рэйчел ожидает Росса в музее естествознания, пока тот собирает выставку. Становится поздно и Росс решает устроить романтическую ночь прямо в музее, в планетарии. На утро пара просыпается посреди экспонатов музея, а через стекло за ними наблюдает группа детей.
Джоуи и Чендлер всё ещё сидят в креслах и смотрят Бивиса и Баттхеда. Из нижней квартиры доносится пожарная сигнализация, Чендлер трогает пол рукой и говорит: «Пока не горячий, у нас еще есть время».

## В Ролях

### Основной состав
- Дженифер Энистон — Рэйчел Грин
- Кортни Кокс — Моника Геллер
- Лиза Кудроу — Фиби Буффе
- Мэт Леблан — Джоуи Триббиани
- Мэтью Перри — Чендлер Бинг
- Девид Швимер — Росс Геллер

## Особенности производства
- Фраза, в которой Фиби демонстрирует свои навыки официанта («Адам и Ева на плоту…», англ. Adam & Eve on a raft and wreck 'em!), в оригинале используется в качестве сленга в закусочных для обозначения двух болтуний на тосте[5].
- Ричард Бёрк говорит, что в детстве хотел стать шерифом. Том Селлек, исполняющий его роль, позже снялся в качестве шерифа в многосерийном фильме «Jesse Stone[англ.]» (2005) и телесериале «Голубая кровь» (2010)[5].

## Музыка
В планетарии играет песня Криса Айзека Wicked Game. Примечательно, что это уже не первый раз, когда Wicked Game звучит в сериале, а Крис Айзек даже снимался в одном из эпизодов этого сезона.

## Приём
В оригинальном вещании США данный эпизод просмотрело 32,9 млн телезрителей.
В рейтинге Digital Spy данный эпизод занимает 60-е место.